# Organiserad brottslighet i Serbien
Organiserad brottslighet från Serbien innefattar organiserad brottslighet på eller med ursprung i Serbien, både nationellt och transnationellt. Organiserad kriminalitet med ursprung i Balkan finns, förutom på Balkan, även i EU-länder och till viss del även i USA. De brottsliga grupperingarna är bland annat inblandade i människohandel, illegal vapenhandel och narkotikahandel. Rosa pantrarna är en särskild grupp av den organiserade brottsligheten.

## Historik
Ett politiskt beslut som fick stor betydelse för den organiserade brottslighetens framväxt anses vara FN:s säkerhetsråds resolution 754 från 30 maj 1992. Resolutionen var ett beslut om ekonomiska sanktioner mot Serbien-Montenegro under de jugoslaviska krigen. Embargopolitiken gjorde att de balkanska brottssyndikaten slöt fred och inriktade sig på att gemensamt organisera smugglingsleder till de blockerade områdena. Enbart de albanska ligorna skall under den här tiden ha tjänat över en miljon dollar dagligen 1993-1994 på oljesmuggling.

### 2008-ff
I en rapport från mars 2008, Crime and its impact on the Balkans and affected countries, redogör FN-organet Office on Drugs and Crime för den organiserade brottsligheten på Balkan, dess dåvarande omfattning och konsekvenser för berörda länder. I rapporten specificeras Balkan som det område som omfattar Albanien, Bosnien och Hercegovina, Bulgarien, Kroatien, Kosovo, Montenegro, Nordmakedonien, Rumänien och Serbien. Rapporten  drar följande slutsatser avseende just nu-läget för den organiserade brottsligheten på Balkan:
- Organiserad brottslighet på Balkan var inte endemisk utan en följd av det postkommunistiska Jugoslaviens omvandling och de konflikter som detta medförde
- Fler öppna gränser har minskat möjligheten för kriminella och dess verksamhet snarare än att öka den
- Gränstrafiken i Balkan har övergått till öppen, laglig handel hellre än smuggling och associerad kriminalitet

## Serbien
Den serbiska maffian, Naša Stvar (= "Cosa Nostra"), är en allmän beteckning på flera kriminella organisationer i Serbien. Den består av tre större grupper, Voždovac, Surčin och Zemun, som i sin tur sysselsätter större och mer löst sammansatta nätverk.
Från tiden då den socialistiska federationen Jugoslavien upplöstes i och med de jugoslaviska krigen (1991-2001) till mordet på den dåvarande jugoslaviska premiärministern Zoran Đinđić 2003, var korruption mycket vanligt i det serbiska samhället, från gränstrupper till de rättsvårdande myndigheterna. År 2003 meddelade Colombia att man inlett en utredning om huruvida den serbiska maffian haft samröre med colombianska drogkarteller i fråga om mordet på Đinđić. Efter att Slobodan Milošević avsatts gick den organiserade brottsligheten under jorden och snart utbröt blodiga uppgörelser mellan de olika grupperna. Dessa uppgörelser gick över i öppet krig under vilka flera av maffians ledare mördades.
12 mars 2003, efter mordet på Đinđić, inledde myndigheterna en stor kampanj mot den organiserade brottsligheten. Kampanjen gick under namnet Operation Sablja, Operation Sabel, och ledde till att många maffiamedlemmar arresterades, eliminerades eller emigrerade. I slutet av maj 2003 meddelade den dåvarande serbiske inrikesministern Dusan Mihajlovic att operationen, som lanserades under den period av undantagstillstånd som utlystes efter mordet, så långt hade omfattat förhör av över 10 000 personer, 2599 arresterade, 28 uppklarade mord och häktning av 23 misstänkta krigsförbrytare. Operation Sablja kritiserades dock av människorättsorganisationer, till exempel Human Rights Watch, vilka hävdade att vissa åtgärder som den serbiska regeringen vidtagit inte var tillåtna enligt internationell rätt. Man krävde även att regeringen skulle släppa in oberoende observatörer och att häktade skulle få träffa anhöriga och juridisk expertis.
I januari 2009 uppskattade inrikesministern Ivica Dačić att ungefär 30-40 maffiagrupper var verksamma i landet. I dessa uppgifter ingår inte mindre kriminella nätverk utan främst de större sammanslutningar som försörjer sig på narkotikahandel, vapenhandel, människohandel och stora rån. Numera uppges den i Stockholm baserade svensk-serbiska maffians ledare Milan Sevo bo i Serbien.